# وزن الأرواح

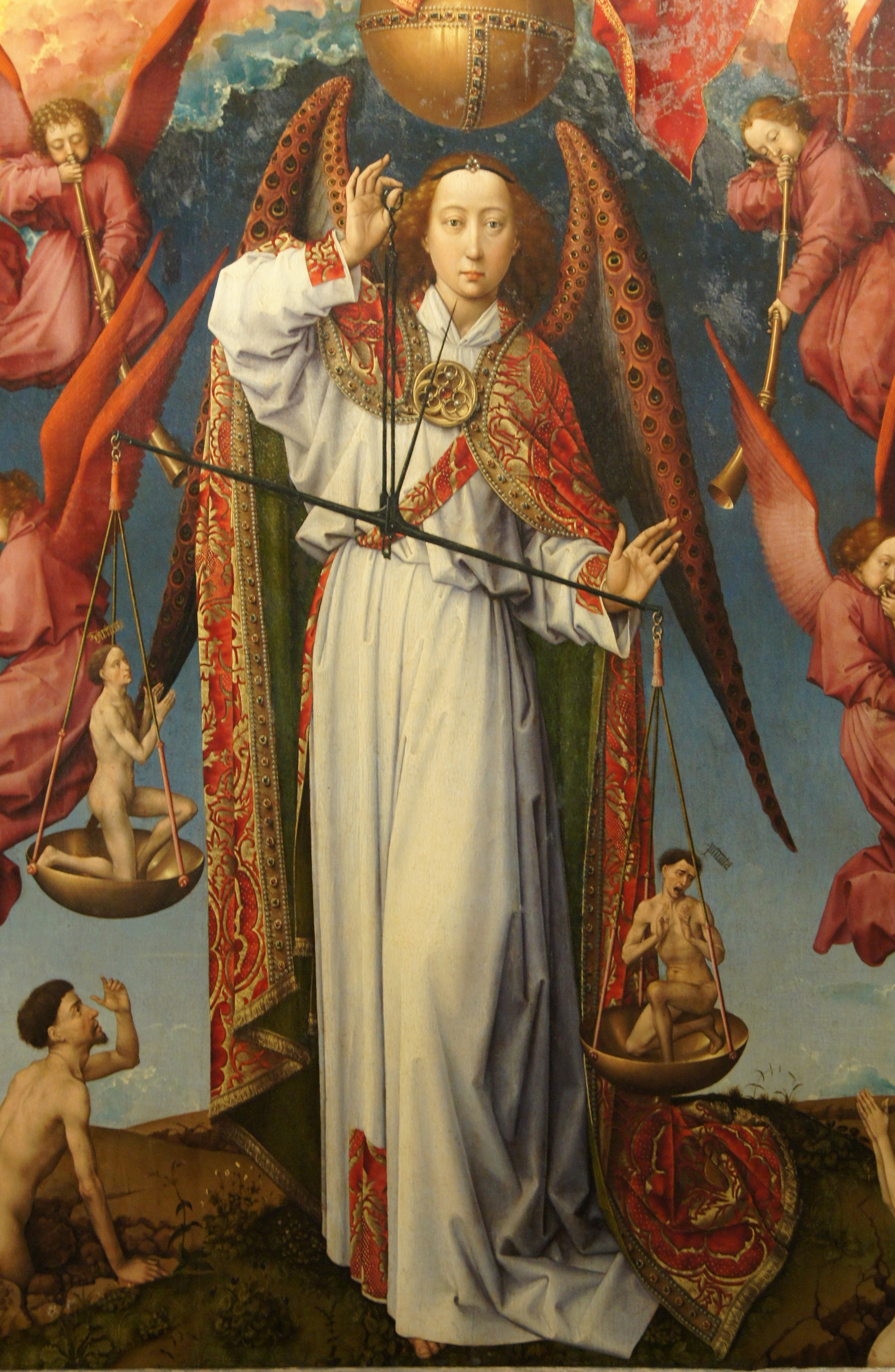
عادة ما يصور رئيس الملائكة ميخائيل وهو يحمل موازين لوزن أرواح الناس في يوم القيامة.

وزن الأرواح (بالإغريقية: psychostasia)‏ هو دافع ديني يتم فيه تقييم حياة الشخص من خلال وزن روحه (أو جزء آخر منها) مباشرة قبل الموت أو بعده من أجل الحكم على مصيره. هذا الشكل هو الأكثر شيوعًا في المسيحية في العصور الوسطى.

## للقراءة المتعمقة
- Brandon، S. G. F. (1969). "The weighing of the soul". في Kitagawa؛ Long (المحررون). Myths and symbols: Studies in honor of Mircea Eliade. Chicago University Press. ص. 91–110 – عبر أرشيف الإنترنت.